# Карвер, Майкл
Сэр Ричард Майкл Пауэр Карвер, барон Карвер (англ. Sir Richard Michael Power Carver, Baron Carver; 24 апреля 1915 – 9 декабря 2001) — британский военачальник, фельдмаршал (1973).

## Биография
Из аристократического рода. Дальний родственник герцога Веллингтона. Окончил привилегированный Винчестерский колледж.

### Начало службы и Вторая мировая война
С 1935 года служил в Британских Вооружённых Силах. Он был зачислен в Британский бронетанковый корпус, окончил курс военной подготовки в Сандхерсте. В годы войны сражался в Северной Африке, офицер штаба 7-й бронетанковой дивизии, отличился в боях за Тобрук в 1942 году, сражался во втором сражении при Эль-Аламейне и затем в остальных сражениях до завершения Североафриканской кампании.
В апреле 1943 года назначен командиром 1-го Королевского бронетанкового полка, во главе которого хорошо зарекомендовал себя в Сицилийской десантной операции, в высадке союзных войск в Италии и в боях в районе Салерно. Позднее полк был отозван в Англию и в полном составе принял участие в Нормандской операции. Осенью 1944 года Карвер был назначен командиром 4-й бронетанковой бригады, в свои 29 лет став самым молодым бригадным командиром в Британии за всю войну и весь послевоенный период. Освобождал Францию и Западную Германию.

### Послевоенная служба
После окончания войны с 1945 года служил в британских войсках в основном в колониях. В 1954 году назначен заместителем начальника штаба, а в 1955 году — начальником штаба британских войск в колонии Британская Восточная Африка (на территории современной Кении), где в это время в самом разгаре было антиколониальное восстание местного населения, известное как Восстание Мау-Мау. Один из руководителей действий британских войск против повстанцев. С 1958 года — Директор военного планирования в Министерстве обороны Великобритании.
В 1960 году назначен командиром 6-й пехотной бригады, генерал-майор (1962). В 1963 году также командовал британскими войсками в составе Международных Сил ООН на Кипре. С 1964 года - директор армейского штаба территориальных войск Британии, произведен в генерал-лейтенанты. В 1966 году пожалован в рыцари Британской империи. С января 1967 года — Главнокомандующий британскими войсками на Дальнем Востоке. С 1969 года — командующий Южным командованием.
С 1971 года - начальник Генерального Штаба Великобритании. С 1973 года - начальник Штаба Вооружённых сил (Штаба Обороны) Великобритании, одновременно с назначением на этот высший военный пост произведен в фельдмаршалы. В 1976 году уволен в отставку.

### После военной службы
Первое время активно занимался политикой. Так, с 1977 по 1979 годы — один из ведущих сотрудников комиссии по подготовке передачи власти от белого меньшинства к чёрному большинству в Родезии (об этих события подробно см. в статье История Зимбабве). В 1977 году произведен в пэры, удостоен титула барона Карвер и пожизненного членства в Палате Лордов британского парламента. Известен как противник гонки ядерных вооружений и взглядов на превентивное использование ядерного оружия. Автор ряда военно-теоретических работ.

## Награды
- Рыцарь Большого креста ордена Бани (GCB)
- Командор ордена Британской империи (СВЕ)
- Кавалер ордена Бани (КСВ, 1945)
- Кавалер ордена «За выдающиеся заслуги» и дважды - пряжек к нему (DSO, 1943)
- Военный крест (МС, 1943)